# 日置市5人殺害事件
日置市5人殺害事件（ひおきしごにんさつがいじけん）は、2018年（平成30年）4月6日に鹿児島県日置市東市来町湯田で発覚した親族間の殺人事件。
加害者の男が自身の父親・祖母ら計5人を手や腕で次々と扼殺し、父親・祖母の死体は近くの山林に埋めて遺棄した。

## 概要
加害者の男I（事件当時38歳・無職）は事件当時、父親A（当時68歳）と祖母B（当時89歳）が暮らしていた実家（事件現場）から徒歩約10分の場所に位置するアパートに住んでいた。
Iは2018年（平成30年）3月31日、事件現場となる実家へテレビを見に行ったところ、Bに小言を言われたことに激怒してトラブルになった。Iは同日 - 4月1日ごろ、AとBの2人をそれぞれ左腕で首を絞めるなどして窒息死させ、死体を近くの山中（現場となった実家から400 m離れた山林）の空き地に埋めて遺棄した。
同年4月6日にはIの伯父X（被害者である父親Aの兄）がAの職場から「Aが出勤してこない」と連絡を受け、12時30分ごろにAとBの安否確認を妻C（加害者Iの伯母・当時69歳）に依頼した。 Cは姉D（当時72歳）と共に現場に赴いたが、13時30分 - 15時9分ごろにIによって絞殺された。その後、XはC・Dと連絡が取れなくなったことから、知人男性E（当時47歳／Iと同じアパートの住人）に安否確認を依頼し、日置警察署（鹿児島県警察）にも通報した。Eは15時9分ごろに日置署に電話し、警察官が到着するまで待機するよう指示されていたが、同時刻ごろ - 15時27分ごろにIにより絞殺された。同日に殺害した被害者3人について、加害者Iは「根も葉もない噂を流されたり、いたずらでは済まされないことをされた」と主張しているが、伯父Xはこれを「Iの被害妄想だ」と否定している。
日置署員が最後に殺害された被害者Eからの連絡を受け、A宅を捜索したところ、15時45分ごろにC・D・Eの3被害者の死体を発見。18時55分ごろに現場から約1.5 km離れた市道で捜査員が男Iを発見して鹿児島西警察署へ任意同行し、翌4月7日に被害者Eへの殺人容疑で被疑者Iを逮捕した。そして同年4月8日にIの供述に基づき、山中から祖母・父親の死体が発見された。逮捕後、被疑者Iは弁護人に対し、「同年3月31日に祖母B宅を訪れたところ、Bから小言を言われ、カッとなって暴行を加えた」「祖母Bへの暴行後、怒った父親Aが『お前を殺して自分も死ぬ』と刃物を持ち出し、もみ合いになった」と供述した一方、2人への殺意を否定する旨の供述もした。また事件現場からは被害者4人（父親A・母親Bら）と加害者Iの携帯電話計5台が電源を切られた状態で発見されたほか、リビングのカーペットのうち血のようなものが付着した部分が、切り取られた状態でクローゼットの中から発見された。
被疑者Iは逮捕後の4月8日、県警により身柄を鹿児島地方検察庁へ送致（送検）され、4月28日には父親A・祖母Bへの殺人および死体遺棄容疑で、5月19日にはC・D姉妹への殺人容疑でそれぞれ再逮捕された。同年6月1日、地検はIの刑事責任能力を調べるために鑑定留置を開始。鑑定留置は当初、約3か月の予定だったが、精神鑑定を担当した医師からの延長申請を受け、2度にわたって期間を延長。その結果、地検は「被疑者Iには完全責任能力がある」と判断し、鑑定留置開始からおよそ7か月後の2019年（平成31年）1月23日に被疑者Iを殺人罪と死体遺棄罪で鹿児島地方裁判所へ起訴した。

## 加害者I
加害者の男Iは元自衛官（事件当時は無職）で、高校2年生の時に父親Aと母親が離婚し、その後は妹とともに母親に引き取られた。高校中退後は引きこもりがちになり、県内外で就職したが長続きせず、職を転々とした。
2001年（平成13年）7月には陸上自衛隊に入隊。国分駐屯地第12普通科連隊（鹿児島県霧島市）に配属されたが、翌2002年（平成14年）7月に個人的な理由で依願退職した。その後、同居していた母親に対し「誰かに監視されている」「俺の悪口を言っているだろう」などと言うようになり、2005年（平成17年） - 2006年（平成18年）ごろからは母親に暴力を振るうようになった。また、同時期には音に敏感になり、妹が幼い息子（Iの甥）とともに帰省した際に暴力を振るわれたこともあった。Iの母親は家庭内暴力に耐えかね、2014年（平成26年）ごろに家を出て、県外にいる娘家族のもとに身を寄せた。一方でIも事件の約4年前に父親Aに引き取られ、現場付近のアパートで1人暮らししていた。
自衛隊を辞めてから事件を起こすまでの一時期は働いていた時期もあったが、大半の時期は自宅に引きこもったり、仕事をせずに過ごしたりしていた。また、2017年（平成29年）2月には鉄パイプ状の物を振り回していたことから、同じアパートに住んでいた被害者Eが鹿児島県警に相談し、警察官がI宅を訪れていた。

## 刑事裁判

### 第一審
鹿児島地方裁判所における刑事裁判（裁判員裁判）の公判前整理手続は2019年10月1日に開始され、2020年11月16日（第6回）で終了した。本事件の事件番号は平成31年(わ)第5号（殺人・死体遺棄被告事件）。
争点は加害者（被告人）Iの事件当時の責任能力と、父親A・祖母Bに対する殺意の有無などである。起訴前後に被告人Iの精神鑑定を担当した2人の精神科医は、ともに「Iには妄想性障害があった」とする鑑定結果を示しているが、起訴前の鑑定を担当した医師は「深刻な精神状態で、統合失調症の可能性もある」という見解を示している一方、起訴後に鑑定を担当した医師は「妄想性障害の影響はわずか」という見解を示している。

#### 初公判
2020年（令和2年）11月18日に鹿児島地裁刑事部（岩田光正裁判長・裁判員裁判）で被告人Iの初公判が開かれた。
同日、被告人Iは被害者5人全員に対する殺人・死体遺棄の罪状は認めたが、最初に殺害した祖母Bと父親Aに関しては殺意を否定し、祖母Bについては「死因は窒息死ではなく、殴って死なせた」と述べた。一方でほか3人の殺害や、死体遺棄については起訴事実を認めた。
被告人Iの弁護人は「被告人Iは事件前から幻聴があり、やがてその幻聴を伯父Xのものと妄想するようになった。この妄想性障害の支配を大きく受けて犯行におよんだ」と述べた上で、「Iは事件当時、心神耗弱（＝刑事責任能力が限定された）状態だった」と主張した。また祖母・父親に対する殺意についても否認し、「父親はIが祖母に暴力を振るっていた時、包丁を持って止めようとしたため、正当防衛が成立する」と主張した。
一方、検察官は冒頭陳述で「被告人Iは事件当時、『祖母B・伯父Xらから嫌がらせをされている』という被害妄想があった」と述べ、精神障害があった点は認めたが、「一連の犯行は主にIの攻撃的な性格に基づいて行われたもので、精神障害が事件に与えた影響は軽い」と主張した。また被害者5人の司法解剖を行った解剖医は証人尋問で「5人とも、首を強く圧迫されたことによる窒息の所見がある。祖母Bも死後に首を絞められたとは考えられない」と証言した。

#### 第2回公判以降
第2回公判（2020年11月19日）では被告人Iの伯父X（被害者である伯母Cの夫）が証人として出廷した。同日、弁護人は「被告人Iは事件の10年以上前から発症していた妄想性障害の影響で、被害者5人のうち父親A以外の4人を『自分を迫害する一派だ』と思い込んでいた」と主張し、XにもIへの嫌がらせの有無などを確認した。これに対し、Xは「直接何かを言ったことはない。被害者らに『Iは仕事をせず、家でゲームばかりしている』と言ったぐらいだ」と回答し、Iへの極刑を求めた。
第3回公判（11月20日）では被告人Iの母親（被害者Aの妻）が証人として出廷し、息子Iの生い立ちについて「幼少期は手が出やすいところはあったが、真面目で優しい性格だった。陸上自衛隊を入隊から約1年で辞めてしばらくすると、『誰かに悪口を言われているのが聞こえる』と言い始めて自身に暴力を振るうようになり、それに耐えかねて2014年（平成26年）ごろに家を出た」と証言した。その上で、息子Iに対し「みんなに謝罪してほしい」と話した。
第4回公判（11月24日）では被告人質問が行われ、被告人Iは父親Aを死亡させたことについては「謝りたい」と述べたが、他4人の被害者については「（伯父Xを含め）自分への嫌がらせを繰り返していた。彼らに復讐するため殺害した。謝罪するつもりはない」と述べた。続く第5回公判（11月25日）では引き続き被告人質問が行われたほか、被告人Iの起訴後に精神鑑定を担当した精神科医が出廷し、「被告人Iは妄想性障害に罹患していたことが認められるが、事件の根底には幼少期からの祖母Bへの悪感情がある」「障害が犯行に与えた影響は少ないか、まったくない」と述べた。一方、第6回公判（11月26日）には起訴前に地検から依頼を受けて精神鑑定を担当した精神科医が出廷し、起訴後の鑑定を担当した医師とは逆に「精神障害が事件に大きな影響を与えた」とする意見を述べた。
第7回公判（11月27日）にて実施された被告人質問で、被告人Iは「これまでの『水に毒を盛られた』などの発言は妄想ではなく事実だ」と主張し、「妄想性障害があった」とする精神科医2人の供述に反論した。
第8回公判（12月1日）にて論告求刑が行われ、検察官は「妄想性障害の犯行への影響は軽微である」として被告人Iに死刑を求刑した。一方、被告人Iの弁護人は父親A・祖母Bに対する殺人罪の成立を否定した上で、2人の死体遺棄罪やほか3人への殺人罪についても、「犯行は妄想性障害に著しく影響されたもので、被告人Iは心神耗弱状態だった」と主張し、無期懲役刑の適用を求めた。鹿児島地裁の裁判員裁判で死刑が求刑された事件は本事件が3件目だが、過去の2事件の判決（2010年の鹿児島高齢夫婦殺害事件・2012年の指宿市夫婦殺害事件）ではそれぞれ無罪と無期懲役が言い渡されていた。

#### 死刑判決
2020年12月11日の判決公判で、鹿児島地裁（岩田光正裁判長）は被告人Iが完全責任能力を有していたと認め、鹿児島地検の求刑通りIに死刑判決を言い渡した。鹿児島地裁における死刑判決宣告は、徳之島兄家族殺傷事件の第一審判決（2004年8月）以来およそ16年ぶりで、裁判員裁判では初であった。同地裁は、Iが元来有していた衝動的・攻撃的・自己本位的かつ他罰的な性格が犯行に大きく影響したとして、「妄想性障害の影響があったとしても軽微」との判断を示し、犯行当時のIには完全責任能力があったと認定した。またAへの正当防衛の成立も認めなかった一方、遺体を解剖した法医学者の証言から、A・Bに対する殺意の存在を認定した上で、結果の重大性などから量刑は死刑が相当と結論付けた。
Iは判決主文宣告後、検察官に飛びかかろうとして刑務官に取り押さえられた。弁護側は同日中に福岡高等裁判所宮崎支部へ控訴した。

### 控訴審
控訴審を控え、Iの弁護人は2021年7月に独自の精神鑑定を行う予定と報じられた。その後、事件から6年、控訴から3年以上が経過した2024年（令和6年）4月時点でも控訴審の日程は未定だったが、同年10月5日までに、初公判は同月30日に開かれることが決まった。裁判長は平島正道で、第一審判決から控訴審初公判までに4年近くの長期間を要した理由は精神鑑定などに時間を要したためとされている。
控訴審の公判前に弁護人は再度の精神鑑定を請求し、福岡高裁宮崎支部は安藤久美子（東京科学大学）に精神鑑定を依頼した。安藤はIについて、2006年（平成18年）ごろに統合失調症を発症し、一連の犯行当時は重度の統合失調症だったという見解を示した上で、犯行は病的思考に影響されて起きたものであり、特に祖母、伯母、伯父の知人の3人に対する殺害行為は統合失調症の影響を受けていると述べている。その一方で、第一審で採用された鑑定を行った赤崎安昭は安藤鑑定について、裁判で出た証言にIが影響されるなど、前提の異なった条件で行われたものであると説明している。
控訴審初公判では第一審と控訴審でそれぞれ精神鑑定を担当した医師への証人尋問が行われ、控訴審で精神鑑定を担当した医師は第一審で行われた精神鑑定について、幻聴の有無を考慮していなかった可能性があるとして信用性に疑義を呈し、被告人は統合失調症であるという見解を示した一方、第一審精神鑑定を担当した医師は控訴審の担当医による「統合失調症」との診断を否定し、原判決の認定した通りIは妄想性障害を有していると主張した。また同公判では弁護人が被告人質問の実施を求めたが、裁判長は却下した。
控訴審は同年12月24日の第2回公判で結審し、最終弁論で弁護人はIが犯行時心神耗弱状態にあったとして死刑判決を破棄するよう求めた一方、検察官は控訴棄却を求めた。
判決公判は2025年（令和7年）3月13日に開かれ、福岡高裁宮崎支部は死刑とした原判決を支持し、弁護人の控訴を棄却する判決を言い渡した。